# Sushun Tennō
Sushun Tennō (崇峻天皇?) (|¿520? – 592) fue el 32.º emperador de Japón, según el orden tradicional de sucesión. Reinó entre 587 y 592. Antes de ser ascendido al Trono de Crisantemo, su nombre personal (imina) era Príncipe Hatsusebe, también conocido como Hatsusebe no Waka-sazaki.

## Genealogía
Fue el duodécimo hijo de Kinmei Tennō y su madre fue Oane-no-kimi, hija de Soga no Iname, líder del clan Soga.

## Biografía
Ascendió al trono en 587 a la edad de 67 años, tras la muerte de su hermanastro, Yōmei Tennō; y asume el nombre de Sushun Tennō. Vivió en el Palacio Kurahashi en la provincia de Yamato.
Su ascenso tuvo el apoyo del clan Soga y de la futura Emperatriz Suiko, quien era su hermanastra y viuda del Emperador Bidatsu. En un comienzo, el clan Mononobe, rival de los Soga, se aliaron con el Príncipe Anahobe, otro hijo del Emperador Kinmei, e intentaron proclamarlo como emperador; pero Soga no Umako, el nuevo líder de los Soga, asesinó al líder de los Mononobe, Mononobe no Moriya, y dicho plan fue descartado. Así, Umako dejó el paso libre al Emperador Sushun como gobernante.
Pero años después, el emperador se sintió presionado con el poder de Umako, y deseó deponerlo. Se cree que un día, el emperador vio un jabalí y proclamó: “Yo quiero matar a Soga Umako como este jabalí”. Esto enfureció a Umako, y temiendo que se cristalizara dicha idea, envío a Yamato no Aya no Ataikoma para que asesinara al emperador.
El Emperador Sushun fue asesinado en 592, a la edad de 72 años. Tras este suceso hubo un vacío en el poder, y sólo pudo ser resuelto con la ascensión al trono de la Emperatriz Suiko en 593.